# HSG Wetzlar
El HSG Wetzlar és un club d'handbol alemany de la ciutat de Wetzlar. Competeix a la 1a Divisió de la Bundesliga alemanya.

## Palmarès
- Recopa d'Europa: Subcampió 1998